# 李皇后 (成汉)
李皇后（?—?），成汉后主李势的皇后。李氏在李势为太子时，就是太子妃。汉兴六年（343年），汉昭文帝李寿去世，李势即位，次年改元太和，册封李氏为皇后。嘉宁二年（347年）成汉被东晋所灭，李势被东晋封为归义侯，李皇后不知所终。